# Elleke Boehmer

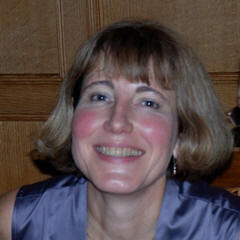
Elleke Boehmer (2011)

Elleke Boehmer (* 1961 in Durban, Südafrika) ist  eine südafrikanisch-britische Schriftstellerin und eine der Gründerfiguren des Feldes Postcolonial Studies. Sie forscht im Bereich der anglophonen Literaturen und ist Professorin für „englischsprachige Weltliteratur“ an der Universität Oxford.
Ihre Hauptinteressensgebiete sind koloniale und postkoloniale Literatur, afrikanische und südostasiatische Literatur, Modernismus, Migration und Diaspora, Feminismus, maskuline Literatur und Identität, Nationalismus, Terrorismus, J. M. Coetzee, Katherine Mansfield und Nelson Mandela sowie Biographien. Mit ihren Romanen setzt sie sich mit den Auswirkungen der Kolonialgeschichte und besonders des Apartheid-Regimes in Südafrika auseinander.

## Biografie
Elleke Boehmer wurde als Kind niederländischer Einwanderer in Durban geboren. Sie studierte English and Modern Languages und unterrichtete nach dem Bachelor-Studium 18 Monate im Township Mamelodi bei Pretoria. Während ihres Studiums wurde sie stark durch den Anti-Apartheid-Aktivisten Steve Biko und das Black Consciousness Movement beeinflusst. 1985 wurde ihr ein Rhodes-Stipendium verliehen, mit dem sie an der Universität Oxford am St. John’s College studieren konnte. Dort machte sie erst einen MPhil in English Literature 1900 to the present und schrieb dann ihre Doktorarbeit.
1990 wurde ihr erstes Buch veröffentlicht, der Bildungsroman Screens Against the Sky (dt. als Das Ende des Himmels). Sie unterrichtete am St John’s College und dann an den Universitäten von Exeter, Leeds und Nottingham Trent, bevor sie als Hildred-Carlile-Professorin für Englische Literatur an die Royal-Holloway-Universität berufen wurde. Seit 2007 ist sie Professorin für englischsprachige Weltliteratur an der Universität Oxford.
Boehmer ist verheiratet und hat zwei Söhne.

### Beschäftigung mit dem Postkolonialismus
Sowohl Elleke Boehmers kreatives Schreiben als auch ihr akademisches Werk und ihre Forschung setzen sich mit Themen wie Migration, Identität, Diaspora und Nationalismus auseinander. Zu ihren bekanntesten Büchern zählen die Monographie Colonial and Postcolonial Literature: Migrant Metaphors (Oxford University Press, 1995; 2. Ausgabe 2005) sowie eine Biographie über Nelson Mandela (2008), welche ins Arabische, Kurdische, Malaische und Portugiesische übersetzt wurde.

### Schriftstellerisches Werk
Elleke Boehmer identifiziert sich mit dem von J. M. Coetzee geprägten Begriff writer-critic, der sowohl dem kritischen als auch dem kreativen Schreiben den gleichen Stellenwert gibt und Schriftsteller bezeichnet, die nicht nur Romane schreiben, sondern auch akademische Werke verfassen – oder Akademiker, die neben ihrer akademischen Arbeit auch schriftstellerisch tätig sind. Akademisches und fiktionales Schreiben gehen für Boehmer Hand in Hand, seit sie 1990 ihre erste Festanstellung an der Universität von Leeds bekam, zwei Monate nach dem Erscheinen ihres ersten Romans. Sie ist Autorin von fünf Romanen und einer Kurzgeschichtensammlung: Screens against the Sky (nominiert für den David Hyam Prize, 1990), An Immaculate Figure (1993), Bloodlines (2000, nominiert für den SANLAM prize, 2001), Nile Baby (2008), The Shouting in the Dark (2015, nominiert für den Sunday Times Barry Ronge Fiction Prize), und Sharmilla and Other Portraits (2010).

### Weitere Tätigkeiten und Ehrungen
Boehmer ist zurzeit Direktorin des Oxford Research Centre in the Humanities (TORCH) (Stand 2017). 2009 wurde ihr die Ehrendoktorwürde der Linnaeus-Universität in Schweden verliehen, und von 2013 bis 2015 war Elleke Boehmer Jurymitglied des Man Booker Prize. Außerdem ist sie Direktorin des Oxford Centre for Life-Writing am Wolfson College. 2013 führte Elleke Boehmer den Studiengang World Literatures in English an der Universität Oxford ein. Sie leitet das 14-täglich stattfindende Postcolonial Seminar, zu dem namhafte Autoren und Akademiker eingeladen werden.

## Veröffentlichungen

### Monografien
- Colonial and Postcolonial Literature: Migrant Metaphors. Oxford: Oxford University Press (1995, 2. Auflage 2005)
- Empire, the National and the Postcolonial, 1890–1920: Resistance in Interaction. Oxford: Oxford University Press (2002)
- Stories of Women: Gender and Narrative in the Postcolonial Nation. Manchester: Manchester University Press (2005)
- Nelson Mandela: A Very Short Introduction. Oxford: Oxford University Press (2008)
- Indian Arrivals, 1870-1915: Networks of British Empire. Oxford: Oxford University Press (2015)

### Herausgegebene Bücher
- Empire Writing: An Anthology of Colonial Literature 1870–1918. Oxford: Oxford University Press (1998)
- Scouting for Boys: Robert Baden-Powell. Oxford: Oxford University Press (2004)
- J.M. Coetzee in Context and Theory (mit Robert Eaglestone und Katy Iddiols). London: Continuum (2009)
- Terror and the Postcolonial (mit Stephen Morton). Malden, MA: Wiley-Blackwell (2010) ISBN 978-1-4051-9154-8
- The Postcolonial Low Countries: Literature, Colonialism, and Multiculturalism (mit Sarah de Mul). Lanham, MD: Lexington Books (2012)

### Romane und Kurzgeschichten
- Screens Against The Sky. London: Bloomsbury (1990)
  - deutsch als: Das Ende des Himmels. Steidl, Göttingen 1994, ISBN 3-88243-321-3.
- An Immaculate Figure. London: Bloomsbury (1993)
- Bloodlines. Cape Town: David Philip (1997)
- Nile Baby. Banbury: Ayebia Clarke (2008)
- Sharmilla, and Other Portraits. Johannesburg: Jacana (2010)
- The Shouting in the Dark. Dingwall: Inverness: Sandstone Press (2015)